# Serra Talhada
Serra Talhada is een gemeente in de Braziliaanse deelstaat Pernambuco. De gemeente telt 80.294 inwoners (schatting 2009).

## Geboren
- Lampião (1898-1938), bendeleider